# Osthimosia rudicula
Osthimosia rudicula är en mossdjursart som beskrevs av Hayward 1992. Osthimosia rudicula ingår i släktet Osthimosia och familjen Celleporidae. Inga underarter finns listade i Catalogue of Life.